# Rumelange
Ne doit pas être confondu avec Rumlange ou Rémelange.
Rumelange (en luxembourgeois : Rëmeleng  et en allemand : Rümelingen) est une ville et le chef-lieu de la commune portant le même nom située dans le canton d'Esch-sur-Alzette, dans le sud du Luxembourg. 

## Géographie
Rumelange est une commune frontalière avec la France.

### Section de la commune
- Rumelange (siège de l’administration communale)

### Communes limitrophes
- Au Luxembourg : Esch-sur-Alzette, Kayl
- En France : Ottange

### Voies de communication et transports
La commune est traversée par la route nationale N33.
La commune est desservie par le Transport intercommunal de personnes dans le canton d'Esch-sur-Alzette (TICE) et par le Régime général des transports routiers (RGTR). Elle opère un service « City-Bus » sur réservation, le « Flexibus Rumelange ».
La commune possède une gare ferroviaire, la gare de Rumelange.

## Histoire

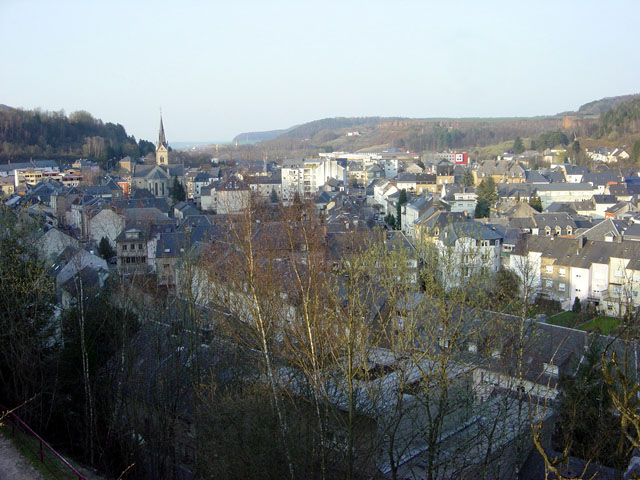
Vue de Rumelange.

Des éclats de pierres levoisiens[Quoi ?] découverts attestent de la présence de l’homme de Néandertal il y a 40 000 ans.
Rumelange fut un grand centre d’extraction du minerai de fer (la minette). Une forge existait déjà aux environs de 1468 mais la première concession minière ne fut accordée qu’en 1824. Rumelange n'existe en tant que commune que depuis 1891, où elle est détachée de Kayl avec le hameau de Haut-Tétange. La commune reçoit son titre de ville en date du 4 août 1907 par Guillaume IV, grand-duc de Luxembourg.
La dernière exploitation minière a fermé en 1978. Il subsiste depuis le Musée national des mines.

## Politique et administration

### Liste des bourgmestres
| Identité                             | Période          | Période   | Durée                     | Étiquette |
| Identité                             | Début            | Fin       | Durée                     | Étiquette |
| ------------------------------------ | ---------------- | --------- | ------------------------- | --------- |
| Jean-Pierre Nau (1853 - 1912)        | 1891             | 1898      | 7 ans                     |           |
| Henri Schroell (d)                   | 1898             | 1905      | 7 ans                     |           |
| Jacques Sturm (d)                    | 1906             | 1920      | 14 ans                    |           |
| Bernard Deisges (d)                  | 1921             |           |                           |           |
| Florentin Antony (d) (1887 - 1964)   | janvier 1925     | août 1925 | 7 mois                    | PD        |
| Jean-Pierre Bausch (d) (1891 - 1935) | août 1925        | 1932      | 7 ans                     | POSL      |
| André Zirves (1926 - 2015)           | 1970             | 1990      | 20 ans                    | POSL      |
| Will Hoffmann (d) (1937 - 2013)      | 1990             | 2011      | 21 ans                    | POSL      |
| Henri Haine (d)                      | 21 novembre 2011 | En cours  | 13 ans, 5 mois et 5 jours | POSL      |

## Population et société

### Démographie
L'évolution du nombre d'habitants est connue à travers les recensements de la population effectués dans le pays depuis 1821. Les recensements décennaux de la population permettent de caler les chiffres sur la composition de la population par sexe, âge, nationalité et commune de résidence. Entre deux recensements, la population au 1er janvier de l’année {\displaystyle x} est évaluée en ajoutant à la population au 1er janvier de l’année {\displaystyle x-1} les soldes naturel (naissances {\displaystyle -} décès) et migratoire (arrivées {\displaystyle -} départs) de l'année. La même méthode est appliquée pour la répartition par âge au 1er janvier et les effectifs totaux par nationalité. Depuis le 1er septembre 2023, le Luxembourg dénombre 100 communes.
Au 1er janvier 2024, la commune comptait 5 775 habitants.
| 1821 | 1851 | 1871 | 1880  | 1890  | 1900  | 1910  | 1922  | 1930  |
| ---- | ---- | ---- | ----- | ----- | ----- | ----- | ----- | ----- |
| 401  | 578  | 834  | 1 328 | 2 353 | 4 601 | 5 296 | 4 534 | 5 209 |

| 1935  | 1947  | 1960  | 1970  | 1978  | 1979  | 1981  | 1983  | 1984  |
| ----- | ----- | ----- | ----- | ----- | ----- | ----- | ----- | ----- |
| 4 198 | 4 072 | 4 271 | 3 935 | 3 649 | 3 720 | 3 711 | 3 620 | 3 560 |

| 1985  | 1986  | 1987  | 1988  | 1989  | 1990  | 1991  | 1992  | 1993  |
| ----- | ----- | ----- | ----- | ----- | ----- | ----- | ----- | ----- |
| 3 480 | 3 470 | 3 450 | 3 484 | 3 449 | 3 460 | 3 500 | 3 665 | 3 726 |

| 1994  | 1995  | 1996  | 1997  | 1998  | 1999  | 2000  | 2001  | 2002  |
| ----- | ----- | ----- | ----- | ----- | ----- | ----- | ----- | ----- |
| 3 746 | 3 836 | 3 823 | 3 863 | 3 929 | 3 982 | 4 080 | 4 309 | 4 351 |

| 2003  | 2004  | 2005  | 2006  | 2007  | 2008  | 2009  | 2010  | 2011  |
| ----- | ----- | ----- | ----- | ----- | ----- | ----- | ----- | ----- |
| 4 378 | 4 450 | 4 500 | 4 584 | 4 734 | 4 818 | 4 896 | 5 029 | 5 038 |

| 2012  | 2013  | 2014  | 2015  | 2016  | 2017  | 2018  | 2019  | 2020  |
| ----- | ----- | ----- | ----- | ----- | ----- | ----- | ----- | ----- |
| 5 114 | 5 168 | 5 239 | 5 338 | 5 422 | 5 573 | 5 545 | 5 608 | 5 604 |

| 2021  | 2022  | 2023  | 2024  | - | - | - | - | - |
| ----- | ----- | ----- | ----- | - | - | - | - | - |
| 5 613 | 5 685 | 5 692 | 5 775 | - | - | - | - | - |

Pour des raisons techniques, il est temporairement impossible d'afficher le graphique qui aurait dû être présenté ici.

## Patrimoine religieux

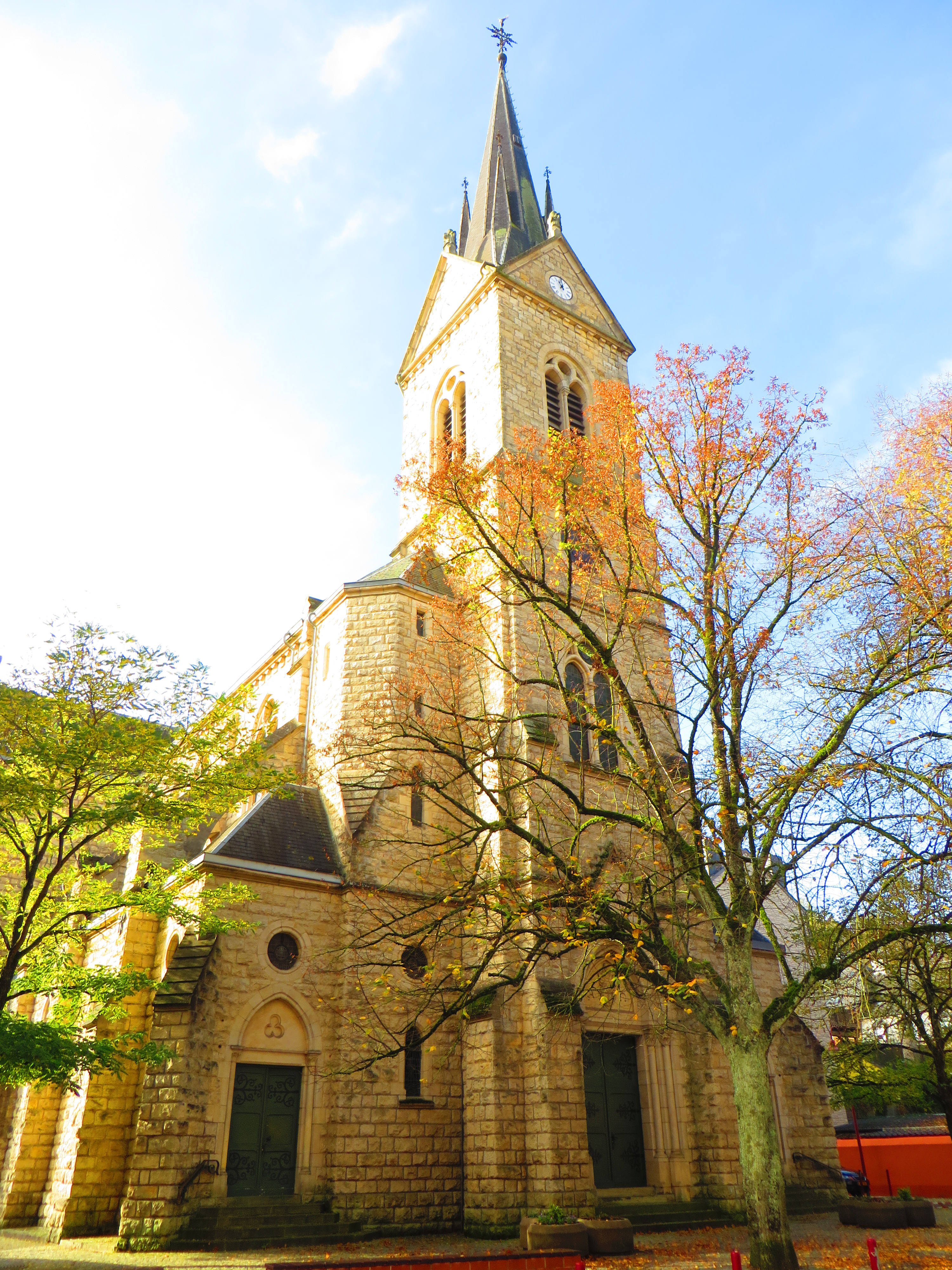
Église Saint-Sébastien de Rumelange.

- Église Saint-Sébastien.

## Attractions
- Le Musée national des mines ;
- Le Kursaal, plus ancienne salle de cinéma du pays.